# Mumblecore
Mumblecore är en rörelse inom amerikansk independentfilm som utmärks genom användandet av amatörskådespelare, mycket låg budget och naturalistisk dialog. Andrew Bujalski, Lynn Shelton, Mark Duplass, Jay Duplass, Aaron Katz, Joe Swanberg och Ry Russo-Young är filmskapare som utmärkt sig inom rörelsen.
Andrew Bujalski har av vissa kallats för "Gudfadern inom mumblecore"  och hans debutfilm Funny Ha Ha (2002) ses som den första mumblecore-filmen.